# Société nationale des transports nigériens
La Société nationale des transports nigériens (SNTN) est une société anonyme de droit privé nigérienne chargée du transport des produits stratégiques ou dangereux (hydrocarbures, nucléaire).

## Historique
La société fut créée en 1963 à partir de la branche Niger de la Transafricaine de l’époque coloniale. Elle assurait le transport de marchandises et le transport de voyageurs interurbain et urbain à Niamey.
En proie à des difficultés récurrentes,, elle a perdu le trafic voyageurs des transports urbains de Niamey au profit de la SOTRUNI et le trafic voyageurs interurbain au profit de la SNTV en 1996. La société s'est ainsi recentrée sur le transport des produits stratégiques ou dangereux.
En 2009, l’État nigérien a créé la CNTPS avec des missions similaires pour répondre aux besoins des filiales d’AREVA, la COMINAK et la SOMAÏR.
L'État nigérien a fait entrer la société saoudienne SIDQ International dans le capital à hauteur de 20,5 milliards de Francs CFA en avril 2012, le nouvel actionnaire s’engageant à moderniser le parc de la société. En juillet 2012, les engagements n’ayant pas été réalisés, l’État nigérien a décidé de reprendre le contrôle de la société,.